# Grameen Bank
Grameen Bank (Bengali: গ্রামীণ ব্যাংক) är en mikrofinansieringsorganisation i Bangladesh som ger små lån (så kallade mikrokrediter) till fattiga personer utan att kräva säkerheter av dem. Systemet baseras på idén att de fattiga har kunskaper som underutnyttjas. Banken accepterar även insättningar, tillhandahåller andra tjänster och driver flera utvecklingsorienterade verksamheter, däribland tyg-, telefon- och energiföretag. 
Organisationen och dess grundare, Muhammad Yunus, gavs Nobels fredspris år 2006, för "sitt arbete för att skapa ekonomisk och social utveckling underifrån. Varaktig fred kan inte skapas utan att stora folkgrupper finner vägar att bryta sig ut ur fattigdom. Mikrokredit är en sådan väg."